# La tomba di Ligeia
(Verden)
La tomba di Ligeia (The Tomb of Ligeia) è un film del 1964 diretto da Roger Corman.
È un adattamento di un racconto di Edgar Allan Poe.

## Trama
Inghilterra, primi decenni del XIX secolo: dopo la morte della moglie Ligeia, sir Verden Fell si risposa con lady Rowena, ma la presenza della defunta incombe sulla coppia e strani fenomeni sconvolgono la loro vita.

## Produzione
- Corman decise di girare questo film in modo diverso dai precedenti, lasciando i set e girando buona parte del film all'aperto nella campagna inglese di Castle Acre nel Norfolk.[1]
- Le riprese del film durarono venticinque giorni.[1]
- Corman considerava questo film il più grande di tutti i suoi adattamenti.[1]